# Rubén de Eguia
Rubén de Eguia (Barcellona, 24 aprile 1984) è un attore, regista, sceneggiatore e modello spagnolo, noto per aver interpretato il ruolo di Diego Alday Roncero nella soap Una vita (Acacias 38).

## Biografia
Rubén de Eguia è nato il 24 aprile 1984 a Barcellona (Spagna), e oltre alla recitazione si occupa anche di regia e di teatro.

## Carriera
Rubén de Eguia ha seguito un corso di formazione con Juan Carlos Corazza e Claudio Tolcachir, poi si è recato a Londra per studiare recitazione. Successivamente si è laureato in arte drammatica presso l'istituto teatrale di Barcellona. Dal 2008 al 2013 ha partecipato al programma televisivo Els matins a TV3. L'anno successivo, nel 2009, ha preso parte ai programmi televisivi Hora Q e La tarda.
Nel 2010 ha fatto la sua prima apparizione come attore nella miniserie Ull per ull. Nello stesso anno ha partecipato al programma televisivo Connexió Barcelona. Nel 2011 ha preso parte al programma televisivo Mi reino por un caballo, mentre nel 2012 nel programma Catalunya aixeca el teló. Nel 2013 ha partecipato ai programmi televisivi No t'ho perdis e A escena. Nel 2013 e nel 2014 ha preso parte al programma televisivo Ànima, nel 2014 nel programma Àrtic, mentre nel 2015 è stato intervistato nel programma Tria33.
Nel 2015 ha recitato nei film Una visita inquietante diretto da Fabrizio Santana e in El virus de la por diretto da Ventura Pons e dove ha ricoperto il ruolo di Jordi. Nello stesso anno ha interpretato il ruolo di Albert nella serie Merlí. Nel 2017 e nel 2018 è stato scelto per interpretare il ruolo di Diego Alday Roncero nella soap opera in onda su La 1 Una vita (Acacias 38) e dove ha recitato insieme ad attori come Montserrat Alcoverro, Carlos Olalla, Elena González, Juan Gareda, Alba Brunet, Marc Parejo e Inés Aldea. Nel 2018 ha ricoperto il ruolo di Rubén nel cortometraggio Expiration Date diretto da Cristian Valenciano.
Nel 2019 ha ricoperto il ruolo di Juli in un episodio della serie Com si fos ahir. Nello stesso anni ha interpretato il ruolo di Antonio Alcántara da giovane nella serie Cuéntame cómo pasó. Sempre nel 2019 ha ricoperto il ruolo di Jordi nel film televisivo La dama del cuadro diretto da Juan Miguel del Castillo. L'anno successivo, nel 2020, è entrato a far parte del cast della serie Mentiras, nel ruolo di Ricard. Nel 2022 ha recitato nella serie Heridas e nel cortometraggio Por qué no me gusta el helado de fresa diretto da Inés Pintor e Pablo Santidrián e dove ha ricoperto il ruolo di Max. Nello stesso anno ha diretto e scritto il cortometraggio Corsets e ha recitato nel film TNC Digital: Els homes i els dies diretto da Xavier Albertí.

## Filmografia

### Attore

#### Cinema
- Una visita inquietante, regia di Fabrizio Santana (2015)
- El virus de la por, regia di Ventura Pons (2015)
- TNC Digital: Els homes i els dies, regia di Xavier Albertí (2022)

#### Televisione
- Ull per ull – miniserie TV, 2 episodi (2010)
- Merlí – serie TV, 13 episodi (2015)
- Una vita (Acacias 38) – soap opera, 237 episodi (2017-2018)
- Com si fos ahir – serie TV, 1 episodio (2019)
- Cuéntame cómo pasó – serie TV, 3 episodi (2019)
- La dama del cuadro, regia di Juan Miguel del Castillo – film TV (2019)
- Mentiras – serie TV, 3 episodi (2020)
- Heridas – serie TV (2022)

#### Cortometraggi
- Expiration Date, regia di Cristian Valenciano (2018)
- Por qué no me gusta el helado de fresa, regia di Inés Pintor e Pablo Santidrián (2022)

### Regista

#### Cortometraggi
- Corsets, diretto e scritto da Rubén de Eguia (2022)

### Sceneggiatore

#### Cortometraggi
- Corsets, diretto e scritto da Rubén de Eguia (2022)

## Teatro
- Iceberg, sinfonía poético visual, diretto da Calixto Bieito
- El bordell di Lluïsa Cunillé, diretto da Xavier Albertí
- European house di Alex Rigola, diretto da Alex Rigola
- La vida por delante di Román Gary, diretto da José Mª Pou
- Luces de bohemia di Ramón María del Valle-Inclán, diretto da Lluis Homar
- Smiley di Guillem Clua, diretto da Guillem Clua
- El principio de arquímedes di J.Mª Miró, diretto da J.Mª Miró
- El juego del amor di Pierre de Marivaux, diretto da J.Mª Flotats
- L'hort de les oliveres di Narcís Comadira, diretto da Xavier Albertí
- Caixes di Marc Artigau, diretto da Montse Rodríguez
- Lehman trilogy di Stefano Massini, diretto da Roberto Romei
- El público di F. García Lorca, diretto da Alex Rigola
- Beatrice di Carlo Goldoni, diretto da J. Gómez-Friha
- El gran mercado di C. De la Barca, diretto da Xavier Albertí
- El enfermo imaginario di Molière, diretto da J.Mª Flotats
- La venus de les pells di David IVes, diretto da Guido Torlonia

## Programmi televisivi
- Els matins a TV3 (2008-2013)
- Hora Q (2009)
- La tarda (2009)
- Connexió Barcelona (2010)
- Mi reino por un caballo (2011)
- Catalunya aixeca el teló (2012)
- No t'ho perdis (2013)
- A escena (2013)
- Ànima (2013-2014)
- Àrtic (2014)
- Tria33 (2015)

## Doppiatori italiani
Nelle versioni in italiano dei suoi film e delle sue serie TV, Rubén de Eguia è stato doppiato da:
- Diego Baldoin[25] in Una vita[26]

## Riconoscimenti
- Premio Ercilla
  - 2010: Vincitore come Miglior attore rivelazione per l'opera teatrale La vida por delante